# Блоне (Свентокшиське воєводство)
Блоне (пол. Błonie) — село в Польщі, у гміні Копшивниця Сандомирського повіту Свентокшиського воєводства.
Населення — 352 особи (2011).
У 1975-1998 роках село належало до Тарнобжезького воєводства.

## Демографія
Демографічна структура на день 31 березня 2011 року:
|          | Загалом | Допрацездатний вік | Працездатний вік | Постпрацездатний вік |
| -------- | ------- | ------------------ | ---------------- | -------------------- |
| Чоловіки | 185     | 51                 | 109              | 25                   |
| Жінки    | 167     | 34                 | 92               | 41                   |
| Разом    | 352     | 85                 | 201              | 66                   |